# Federazione calcistica di Barbados
La Federazione calcistica di Barbados, ufficialmente Barbados Football Association (BFA), fondata nel 1910, è il massimo organo amministrativo del calcio a Barbados. Affiliata alla FIFA dal 1968, essa è responsabile della gestione del campionato barbadiano di calcio e della nazionale di calcio di Barbados.